# 苯奈达林

合成方式：

苯奈达林（英語：或binodaline）是一种含氮有机化合物，分子式C19H23N3，通常以盐酸盐的形式存在，能用作抗抑郁药，从未上市销售。